# ایرکرویزینگ استرالیا
ایرکرویزینگ استرالیا (به انگلیسی: Aircruising Australia) یک شرکت هواپیمایی است که در ۱۹۸۳ میلادی تأسیس شده‌است. قطب ایرکرویزینگ استرالیا در فرودگاه سیدنی قرار دارد.